# Ulrich von Bamberg
Ulrich (auch: Udalrich) von Bamberg oder Udalricus Babenbergensis (* ?; † vermutlich 7. Juli 1127) war ein katholischer Geistlicher und Chronist in Bamberg. Über sein Leben ist wenig bekannt, das Todesdatum wird aus verschiedenen Nekrologien abgeleitet, in denen über reiche Schenkungen eines Geistlichen gleichen Namens an die Domkirche Bamberg und das Kloster Michelsberg berichtet wird. Es gilt als wahrscheinlich, dass es sich dabei auch um den Chronisten Ulrich von Bamberg handelte.

## Werk
Ulrich ist bekannt durch seine Werke der Ars dictandi, für die er verschiedene Schriften sammelte, überarbeitete und als Lehrbücher des korrekten Korrespondenzstils kodifizierte. In den Epithoma Rhetoricae vereinigte er etwa Werke von Cicero und Martianus Capella. Zur Unterweisung von Schülern sind den Sammlungen Vorreden vorangestellt, in denen er Anleitung zum Aufbau und Vortrag der Schriften gibt. Sein Libellus graecia nobilium beschäftigt sich mit der Stillehre anhand antiker Schriften. Als Ulrichs Hauptwerk gilt der Codex Udalrici, den er 1125 Gebhard von Henneberg zueignete und der Briefe und Urkunden aus der Zeit ab etwa 900 enthält.